# Orchesella flavescens
Orchesella flavescens är en urinsektsart som först beskrevs av Bourlet 1839.  Orchesella flavescens ingår i släktet Orchesella, och familjen brokhoppstjärtar. Arten är reproducerande i Sverige.